# Nguyệt Đức, Yên Lạc
Nguyệt Đức là một xã thuộc huyện Yên Lạc, tỉnh Vĩnh Phúc, Việt Nam.
Xã có diện tích 6,3 km², dân số năm 1999 là 7.402 người, mật độ dân số đạt 1.175 người/km².